# 메모리: 조작살인
《메모리: 조작살인》은 2021년에 개봉한 대한민국의 영화이다.

## 캐스팅
- 김윤서 : 수연 역
- 정은우 : 정우 역
- 정찬우 : 형사 동수 역
- 김율호 : 남편 김영민 역
- 임유림 : 내연녀 민희 역
- 선주아 : 수지 (수연 동생) 역
- 조명연 : 흥신소 사장 역
- 황두하 : 형사 / 바닷가경찰 (목소리) / 남편직장동료 (목소리) 역
- 윤정열 : 남편 직장 김영민 과장 역
- 손민준 : 남편 직장 손민준 대리 역
- 문수영 : 호텔직원 문수영 역
- 김민주 : 고등학생 수연 역
- 강예서 : 초등학생 수연 역
- 엄서현 : 초등학생 수지 역
- 정제현 : 고등학생 정우 역
- 정진우 : 초등학생 정우 역
- 채영숙 : 할머니 역
- 김광용 : 삼촌 역
- 정재훈 : 바닷가 경찰 역
- 김혜영 : 카드회사 직원 역
- 조서인 : 여행사 직원 역
- 유강민 : 고급레스토랑 직원 역
- 박상현 : 고급레스토랑 커플남자 / 출동경찰 1 역
- 임정은 : 고급레스토랑 커플여자 역
- 김솔 : 카페 여자 / 보험회사 상담원 (목소리) 역
- 문가람 : 출동경찰 2 역
- 강다윤 : 속는 여자 역
- 정구현 : 꽃배달원 역